# Буэнос-Айрес (провинция)
Буэ́нос-А́йрес (исп. Provincia de Buenos Aires, Провинция Добрых Ветров) — провинция в Аргентине. Площадь 307 571 км². Население 15 625 084 чел. (2010). Административный центр — город Ла-Плата.

## География
Почти вся провинция расположена на чернозёмной равнине влажной пампы.
Климат мягкий, осадков от 250 мм в год на юге до 1000 мм на северо-востоке. Зимой прохладно, иногда по ночам случаются заморозки. Влажная, умеренная погода характеризует весну и осень. Средняя температура июля 7-9°С, января — 22-24°С.
В феврале-марте и в октябре-ноябре случаются наводнения из-за обильных осадков. Так от наводнения в марте 2013 года погибло 57 человек, пострадало 58 тысяч строений.

## Население
Провинция Буэнос-Айрес — самая населённая и урбанизированная в стране. Большинство жителей являются потомками переселенцев из Италии и Испании, а также Франции, Германии, Ирландии, стран Восточной Европы и арабов. Пригороды столицы населены главным образом метисами — переселенцами из северных провинций, Парагвая, Боливии и Перу.

## Административное деление
Провинция Буэнос-Айрес состоит из 135 муниципалитетов (исп. partidos).

## Экономика
В городах провинции расположены крупнейшие промышленные предприятия страны. Сельское хозяйство также одно из наиболее развитых в стране. В животноводстве наиболее развитая отрасль — овцеводство, также развиты свиноводство и птицеводство. В растениеводстве развито выращивание пшеницы, сои, кукурузы и подсолнечника.
Также развит туризм из других частей страны. Особенно популярен из-за климатических условий морской отдых (Мар-дель-Плата и другие города океанского побережья).